# Gadus
Gadus é um género de peixes demersais da família Gadidae, vulgarmente conhecidos como bacalhaus, embora existam outras espécies designadas como bacalhaus em outros géneros.
Até há pouco tempo, eram reconhecidas três espécies neste género. A taxonomia moderna inclui uma quarta, o escamudo-do-alasca (Gadus (=Theragra) chalcogrammus), que não é separado do escamudo da Noruega (Theragra finnmarchica). Adicionalmente, o bacalhau-da-groenlândia (Gadus ogac) não é mais considerado uma espécie distinta mas antes uma subespécie do bacalhau-do-pacífico (G. macrocephalus).
| Bacalhaus verdadeiros   | Bacalhaus verdadeiros              | Bacalhaus verdadeiros | Bacalhaus verdadeiros | Bacalhaus verdadeiros | Bacalhaus verdadeiros | Bacalhaus verdadeiros | Bacalhaus verdadeiros | Bacalhaus verdadeiros | Bacalhaus verdadeiros | Bacalhaus verdadeiros |
| Nome comum              | Nome científico                    | Comprimento máximo    | Comprimento comum     | Peso máximo           | Idade máxima          | Nível trófico         | Fish Base             | FAO                   | ITIS                  | Estado IUCN           |
| ----------------------- | ---------------------------------- | --------------------- | --------------------- | --------------------- | --------------------- | --------------------- | --------------------- | --------------------- | --------------------- | --------------------- |
| Bacalhau-do-atlântico   | Gadus morhua Linnaeus, 1758        | 200 cm                | 100 cm                | 96.0 kg               | 25 anos               | 4.4                   | [ 5 ]                 | [ 6 ]                 | [ 7 ]                 | Vulnerável            |
| Bacalhau-do-pacífico    | Gadus macrocephalus Tilesius, 1810 | 119 cm                | cm                    | 22.7 kg               | 18 anos               | 4.0                   | [ 9 ]                 | [ 10 ]                | [ 11 ]                | Não avaliado          |
| Bacalhau-da-Groenlândia | Gadus ogac Richardson, 1836        | 77.0 cm               | cm                    | kg                    | 12 anos               | 3.6                   | [ 12 ]                | [ 13 ]                | [ 14 ]                | Não avaliado          |
| Escamudo-do-alasca      | Gadus chalcogrammus Pallas, 1811   | 91.0 cm               | cm                    | 3.85 kg               | 15 anos               | 3.5                   | [ 15 ]                | [ 16 ]                | [ 17 ]                | Não avaliado          |